# Argyreia adpressa
Argyreia adpressa är en vindeväxtart som först beskrevs av Jacques Denys Denis Choisy, och fick sitt nu gällande namn av Jacob Gijsbert Boerlage. Argyreia adpressa ingår i släktet Argyreia och familjen vindeväxter. Inga underarter finns listade i Catalogue of Life.